# Lju Čuang
To je ime in priimek kitajske osebe; priimek je Liu.
Lju Čuang (kitajsko: 刘闯, pinjin: Liú Chuǎng), kitajski igralec snookerja, * 6. junij 1990, Liaoning, Ljudska republika Kitajska.

## Zgodnje življenje
Lju je odrasel v provinci Liaoning na severovzhodu Kitajske. Blizu hiše njegovih staršev so imeli mizo za snooker, na kateri je Lju igral pri 10 letih in snooker se mu je zelo dopadel. Oče je opazil njegov potencial in ga podprl, kot tudi lastnik mize, ki je bil Ljujev prvi trener.
Lju je pri 13 letih prepotoval na jug Kitajske, kjer je bilo več poklicnih igralcev. Tam je izboljšal svoje spretnosti in začel igrati tekmovalne dvoboje. Leta 2007 ga je opazil predsednik Azijske snooker zveze in mu podelil wildcard vstopnico na jakostni turnir China Open. Lju živi v Sheffieldu, kjer obiskuje Svetovno snooker akademijo.

## Kariera

### Mladinska kariera
Leta 2005 se je Lju uvrstil v finale kitajskega mladinskega državnega prvenstva v snookerju  Leta 2006 se je uvrstil v finale članskega državnega prvenstva.

### Poklicna pot
Lju je leta 2007 prišel na domači jakostni turnir China Open s povabilom organizatorja. Na turnirju je preskočil prvo oviro, Angleža Andyja Hicksa, ter se tako uvrstil v glavni del turnirja, kjer se je pomeril z dvakratnim svetovnim prvakom Ronniejem O'Sullivanom in izgubil z 1-5.
Leta 2007 se je prebil v četrtfinale Azijskega prvenstva v snookerju, kjer je nato izgubil z izidom 4-5 proti indijskemu veteranu Yasinu Merchantu.
Nase je opozoril tudi na Svetovnem prvenstvu 2008, kjer si je utrl svojo pot na glavni turnir preko petih kvalifikacijskih ovir: Colina Mitchella (1. krog, 10-0), Leeja Walkerja (2. krog, 10-9), Joeja Delaneyja (3. krog, 10-5), Davida Graya (4. krog, 10-5) in Dominica Dala (5. krog, 10-9). Lju je bil tako četrti kitajski udeleženec glavnega dela turnirja in četrti igralec v zgodovini, ki se je na glavni del Svetovnega prvenstva prebil z zgolj 17 leti. Pred njim je to uspelo še Stephenu Hendryju, Ronnieju O'Sullivanu in Juddu Trumpu. Žreb mu je v prvem krogu namenil kasnejšega prvaka, Ronnieja O'Sullivana. O'Sullivan je šel v dvoboj kot veliki favorit in povedel s 3-0, nakar je Lju odgovoril in do konca prve serije izid poravnal na 4-4. Nadaljevanje povsem pripadlo Angležu, ki se je veselil napredovanja, Ljuja je premagal z 10-5.